# Třebouň
Třebouň (německy Tschebon) je malá vesnice, část města Toužim v okrese Karlovy Vary v Karlovarském kraji. Nachází se při severovýchodním úpatí Třebouňského vrchu (824 metrů), asi 4,5 kilometru jihovýchodně od Toužimi. Prochází zde silnice I/20. Třebouň je také název katastrálního území o rozloze 7 km².

## Historie
První písemná zmínka o vesnici pochází z roku 1284.

## Obyvatelstvo
Při sčítání lidu v roce 1921 ve vsi žilo 297 obyvatel (z toho 144 mužů) německé národnosti a římskokatolického vyznání. Podle sčítání lidu z roku 1930 měla vesnice 269 obyvatel: jednoho Čechoslováka, 267 Němců a jednoho cizince. Kromě jednoho evangelíka a jednoho člena nezjišťovaných církví byli římskými katolíky.
| Rok            | 1869 | 1880 | 1890 | 1900 | 1910 | 1921 | 1930 | 1950 | 1961 | 1970 | 1980 | 1991 | 2001 | 2011 | 2021 |
| -------------- | ---- | ---- | ---- | ---- | ---- | ---- | ---- | ---- | ---- | ---- | ---- | ---- | ---- | ---- | ---- |
| Počet obyvatel | 271  | 244  | 245  | 258  | 254  | 297  | 269  | 153  | 132  | 134  | 126  | 123  | 99   | 90   | 92   |
| Počet domů     | 38   | 39   | 41   | 42   | 44   | 48   | 51   | 48   | 31   | 31   | 31   | 31   | 32   | 36   | 36   |

## Obecní správa
Při sčítání lidu v roce 1869 Třebouň byl osadou obce Kosmová v okrese Karlovy Vary. V letech 1880–1975 byl samostatnou obcí, se kterým patřil nejprve do okresu Karlovy Vary, ale v letech 1900–1930 v okrese Teplá, v roce 1950 v okrese Toužim a od roku 1960 opět v okrese Karlovy Vary. Od 1. ledna 1976 je částí města Toužim v okrese Karlovy Vary. V letech 1961–1975 k obci patřily Luhov, Nežichov a Políkno.

## Pamětihodnosti
- Kaple Panny Marie Bolestné